# Sebastian Siedler
Sebastian Siedler (Leipzig, 18 de enero de 1978) es un deportista alemán que compitió en ciclismo en las modalidades de pista, especialista en la prueba de persecución por equipos, y ruta.
Ganó tres medallas en el Campeonato Mundial de Ciclismo en Pista entre los años 2000 y 2002.

## Medallero internacional
| Campeonato Mundial | Campeonato Mundial       | Campeonato Mundial | Campeonato Mundial      |
| Año                | Lugar                    | Medalla            | Competición             |
| ------------------ | ------------------------ | ------------------ | ----------------------- |
| 2000               | Mánchester (Reino Unido) | Medalla de oro     | Persecución por equipos |
| 2001               | Amberes (Bélgica)        | Medalla de bronce  | Persecución por equipos |
| 2002               | Ballerup (Dinamarca)     | Medalla de plata   | Persecución por equipos |

## Palmarés

### Pista
1998
- Campeón de Alemania en Persecución por equipos (con Robert Bartko, Christian Bach y Daniel Becke)

1999
- Campeón de Alemania en Persecución por equipos (con Jens Lehmann, Christian Bach y Daniel Becke)

2000
- Campeón del mundo de persecución por equipos (con Jens Lehmann, Guido Fulst y Daniel Becke)
- 2.º en el Campeonato de Alemania en Persecución por equipos

2001
- 3.º en el Campeonato del mundo de persecución por equipos (con Jens Lehmann, Guido Fulst y Christian Bach)
- Campeón de Alemania en Persecución por equipos (con Jens Lehmann, Christian Bach y Christian Müller)

2002
- 2.º en el Campeonato del mundo de persecución por equipos (con Jens Lehmann, Guido Fulst y Christian Bach)
- Campeón de Alemania en Persecución por equipos (con Jens Lehmann, Thomas Fothen y Moritz Veit)

2003
- Campeón de Alemania en Persecución por equipos (con Jens Lehmann, Christian Bach y Daniel Schlegel)
- 2.º en el Campeonato de Alemania en Madison

2004
- Campeón de Alemania en Persecución por equipos (con Jens Lehmann, Christian Bach y Sascha Damrow)

### Ruta
| 2001 - 1 etapa del Tour de Brandemburgo 2002 - 1 etapa del Cinturón a Mallorca - 1 etapa del Tour de Hesse 2003 - 2 etapas del Tour de Loir-et-Cher - 3 etapas de la Vuelta a Serbia 2004 - 1 etapa de la Carrera de la Paz - 1 etapa del Tour de Hesse - Vuelta a Núremberg | 2007 - 1 etapa de la Vuelta a Baviera 2008 - 1 etapa del Tour de Picardie 2009 - 1 etapa del Tour de Turquía - 1 etapa de la Vuelta a Dinamarca |

## Resultados en Grandes Vueltas
| Carrera | Carrera         | 2004 | 2005 | 2006  | 2007 | 2008 | 2009 | 2010 |
| ------- | --------------- | ---- | ---- | ----- | ---- | ---- | ---- | ---- |
|         | Giro de Italia  | ―    | ―    | ―     | ―    | ―    | ―    | ―    |
|         | Tour de Francia | ―    | ―    | ―     | ―    | ―    | ―    | ―    |
|         | Vuelta a España | ―    | ―    | 127.º | ―    | ―    | ―    | ―    |

―: no participa
Ab.: abandono

## Equipos
- Team Wiesenhof (2004-2005)
- Team Milram (2006-2007)
- Skil-Shimano (2008)
- Vorarlberg-Corratec (2009-2010)